# 腹肌

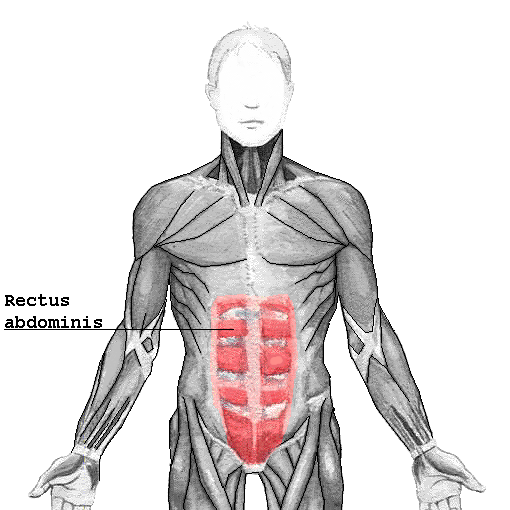

腹肌又稱腹部肌肉，是指位於人體腹部的肌肉，這些肌肉也是腹壁的組成部分。腹肌可以分為腹外斜肌、腹内斜肌、腹横肌和腹直肌。